# 大鱗棘花鮨
大鱗棘花鮨，又稱大鱗棘花鱸，為輻鰭魚綱鱸形目鱸亞目鮨科的其中一種，分布於西太平洋的阿拉弗拉海海域，棲息深度可達236公尺，體長可達6.2公分，為底棲性魚類，屬肉食性，生活習性不明。

## 擴展閱讀
維基物種上的相關：大鱗棘花鮨